# Toby Perry
Toby Perry (10 de marzo de 2000) es un deportista británico que compite en ciclismo en las modalidades de ruta y grava. Ganó una medalla de plata en el Campeonato Europeo de Ciclismo en Grava de 2024.

## Medallero internacional
| Campeonato Europeo | Campeonato Europeo | Campeonato Europeo | Campeonato Europeo |
| Año                | Lugar              | Medalla            | Competición        |
| ------------------ | ------------------ | ------------------ | ------------------ |
| 2024               | Asiago (Italia)    | Medalla de plata   | Individual         |

## Palmarés
2024
- 2.º en el Campeonato Europeo en Grava